# Daybreak (filme de 1931)
Daybreak é um filme de drama americano pré-Code de 1931, dirigido por Jacques Feyder e escrito por Cyril Hume e Ruth Cummings. O filme é estrelado por Ramon Novarro, Helen Chandler, Jean Hersholt, C. Aubrey Smith, William Bakewell e Karen Morley. O filme foi lançado em 2 de maio de 1931, pela Metro-Goldwyn-Mayer.

## Elenco
- Ramon Novarro como Willi
- Helen Chandler como Laura
- Jean Hersholt como Herr Schnabel
- C. Aubrey Smith como General von Hertz
- William Bakewell como Otto
- Karen Morley como Emily Kessner
- Douglass Montgomery como Von Lear
- Glenn Tryon como Franz
- Clyde Cook como Josef
- Sumner Getchell como Emil
- Clara Blandick como Frau Hoffman
- Edwin Maxwell como Herr Hoffman
- Jackie Searl como Augusto

## Enredo
Willi nasceu na nata da sociedade de Viena e subiu no posto de elite da Guarda Imperial Real até o ponto em que se tornou membro de seu corpo de oficiais. Sempre tendo amigos e parentes em lugares altos para limpar depois que ele estragou tudo, Willi não tem ideia do que era ser responsável. Com o tio de Willi, general Von Hertz, (C. Aubrey Smith), encarregado da base militar em que ele está estacionado, ele sabia que qualquer ereção que ele puxasse o bom e velho tio Hertz cuidaria deles. Uma coisa que Willi não esperava que acontecesse era se apaixonar por outra pessoa, além de si mesmo, e aceitar a responsabilidade que vem junto com isso.
Em uma festa com seus amigos oficiais na boate de Viena "Madam Saguss", Willi vê a doce e adorável jovem Laura Taub, (Helen Chandler), que é professora de música. Mais tarde, Willi vê Laura subindo para um quarto com o grande gastador e notório senhor-prostituta Herr Schnabel, Jean Hersholt. Suspeitando que Schnabel não estava fazendo nada de bom, Willi vai ver se está tudo bem apenas para ouvir Laura gritando dentro do quarto do hotel enquanto ela luta contra Schnabel de tentar forçá-la. Willi põe fim aos avanços de Herr Schnabel dando um soco nele. Levando a grata Laura, que a princípio não confiava nele, em uma noite na cidade que Willi passa a manhã seguinte em seu apartamento tomando café da manhã.
Depois de prometer vê-la novamente e dar um beijo de despedida, Willi inocentemente deixa uma nota de 100 coroas na mesa da sala de jantar. Helen, que se apaixonou por Willi, ao ver o bilhete depois que Willi partiu, agora se sente insultada pelo que ele fez ao tratá-la como se ela fosse apenas um caso de uma noite para ele ou ainda pior. Com Helen deixando Willi ter quando ele veio vê-la no dia seguinte, sobre o que ele fez com ela, o deixou magoado e humilhado, pois ele também se apaixonou por Helen. A ação de Willi, ao deixar o dinheiro, não foi nada mais do que uma demonstração de apreço, não uma taxa por ela passar a noite com ele, que não incluía nada mais sério do que dois ou três beijos inofensivos e deixá-la um pouco bêbada em um par de copos de vinho francês.

Helen vai ao fundo do poço voltando para o desprezível Herr Schnabel e se tornando o tipo de pessoa que ela acha que Willi pensava que ela estava com seu jogo de bebedeira e prostituição. Culpado pelo que fez com Helen ao transformá-la em um tipo de animal festeiro, da garota doce e inocente que ela era, Willi tenta reconquistá-la de Schnabel. Desafiar a enfrentar Schnabel em um jogo sem barra de Baccarat Willi sente que ganharia Helen de volta para ele. No grande confronto Schnabel acaba com Willi, deixando-o com 14.000 coroas em dívida e um jovem quebrado e destruído. Sendo orgulhoso demais para pedir o dinheiro a seu tio general Von Hertz e enfrentando a desgraça como membro da Guarda Imperial Real, Willi tem apenas uma opção aberta para ele: uma bala na cabeça de seu próprio revólver de serviço.